# 武蔵大学硬式野球部
武蔵大学硬式野球部（むさしだいがくこうしきやきゅうぶ、Musashi University Baseball Team）は、首都大学野球連盟に所属する大学野球チーム。武蔵大学の学生によって構成されている。

## 創部
1952年

## 概要
1964年に東都大学野球連盟を脱退して首都大学野球連盟（首都大学野球リーグ）に加盟。
同リーグ設立当初からの伝統校であるが、一部リーグでの優勝経験はなく、2010年秋の2位が過去最高。1966年秋の入替戦で敗れると以後は2部リーグであったが、1995年秋の入替戦勝利で一部に復帰したが2季連続最下位で1996年春からは二部。2009年春に大東文化大学との入替戦に勝ち一部に昇格したが、2011年秋の明星大学との入替戦に敗れ、2012年春季以降は二部リーグ所属となっていた。しかし、2017年春 桜美林大学との入替戦に勝ち、2017年秋季以降は一部リーグ所属となった。

## 本拠地
- 武蔵大学野球場　（埼玉県朝霞市）

## 主な出身者
- 上園啓史 -（阪神タイガース - 東北楽天ゴールデンイーグルス、2007～2015年、2007年セ・リーグ新人王）
- 丸山泰嗣 -（千葉ロッテマリーンズ - 東京ヤクルトスワローズ、2002～2007年）
- 小野剛 -（読売ジャイアンツ - T&Aサンマリノ（イタリア・セリエA） - 西武ライオンズ、2001～2006年）
- 伊東亮大 -（東北楽天ゴールデンイーグルス、2015〜2017年）
- 平野進也 - (新潟アルビレックスBC、2011〜2015年)